# Клеменция Церингенская
Клеменция Церингенская (ум. 1175) — дочь Конрада Церингенского и Клеменции Намюрской. Герцогиня Баварии и Саксонии в первом браке с Генрихом Львом и графиня Савойи во втором браке с Гумбертом III.

## Герцогиня Баварии и Саксонии
В 1147 году Клеменция вышла замуж за Генриха Льва, герцога Саксонии, который позже унаследовал Баварию. Брак был организован, чтобы закрепить союз её отца с Вельфами в Южной Германии. Она была наследницей Баденвайлера, хотя её муж продал швабские поместья Фридриху Барбароссе, Императору Священной Римской империи в 1158 году, получив взамен Герцберг, Шарцфельс и Пёльде к югу от Гарца.
У супругов было трое детей:
- Генрих, умер ребёнком
- Гертруда (ок. 1155 — 1 июля 1197)

1-й муж: с 1166 Фридрих IV, герцог Швабии и граф Ротенбурга с 1152
2-й муж: с февраля 1177 Кнуд VI (ок. 1162 — 2 ноября 1202), король Дании с 1182
- Рихенза (ум. до 1 февраля 1168)

Генрих оставил Клеменцию из-за растущих трудностей между её братом герцогом Бертольдом IV и императором Фридрихом, с которым герцог Генрих был в тесном союзе. Фридрих не дорожил гэльскими владениями и взамен предложил Генриху несколько крепостей в Саксонии. Супруги официально развелись в Констанце 23 ноября 1162 года.

## Графиня Савойи
Клеменция оставалась незамужней в течение двух лет, прежде чем стать третьей женой графа Савойи Гумберта III. Первые два брака Гумберта были неудачными: его первая жена умерла молодой, а второй брак закончился разводом. Гумберт стал картезианским монахом, однако дворяне и простые люди Савойи умоляли снова его жениться, поэтому он с неохотой женился на Клеменции.
У супругов было трое детей:
- Алиса (1166—1174)[8]
- София (ок. 1167/1172 — 3 декабря 1202)[9]

муж: ранее 1192 Аццо VI д’Эсте (ок. 1170 — ноябрь 1212), маркиз Анконы и граф Лорето;
- Элеонора (ум. 1202)

муж: 1194 Бонифаций I Монферратский, маркграф Манферрато, король Фессалоник и Фессалии;
Клеменция умерла в 1175 году и была похоронена в аббатстве Откомб. Её пережили оба мужа и три из пяти дочерей. После её смерти Гумберт снова попытался вернуться к монашеской жизни, но был вынужден в четвёртый (и последний) раз жениться на Беатрисе де Вьенн, которая родила ему долгожданного сына и наследника Томаса.